# Famenne Ardenne Classic 2025
De zevende editie van de wielerwedstrijd Famenne Ardenne Classic vond plaats op 4 mei 2025. De 157 deelnemers moesten een parcours van 186,7 kilometer in en rond Marche-en-Famenne afleggen. De wedstrijd maakte deel uit van de UCI Europe Tour, met de categorie 1.1. De Duitser Max Kanter won de wedstrijd, voor zijn Nederlandse ploeggenoot Cees Bol en Arne Marit uit België.

## Uitslag
| Plaats | Naam                | Ploeg                         |          |
| ------ | ------------------- | ----------------------------- | -------- |
| 1      | Max Kanter          | XDS Astana                    | 4u23'23" |
| 2      | Cees Bol            | XDS Astana                    | z.t.     |
| 3      | Arne Marit          | Intermarché-Wanty             | z.t.     |
| 4      | Emilien Jeannière   | TotalEnergies                 | z.t.     |
| 5      | Jensen Plowright    | Alpecin-Deceuninck            | z.t.     |
| 6      | Hugo Hofstetter     | Israel-Premier Tech           | z.t.     |
| 7      | Hugo Page           | Intermarché-Wanty             | z.t.     |
| 8      | Pau Miquel          | Kern Pharma                   | z.t.     |
| 9      | Lukáš Kubiš         | Unibet Tietema Rockets        | z.t.     |
| 10     | Milan Menten        | Lotto                         | z.t.     |
| 11     | Joppe Heremans      | VolkerWessels                 | z.t.     |
| 12     | Lorenzo Conforti    | VF Group-Bardiani CSF-Faizanè | z.t.     |
| 13     | Rory Townsend       | Q36.5                         | z.t.     |
| 14     | Maxime Jarnet       | Van Rysel Roubaix             | z.t.     |
| 15     | Emmanuel Morin      | Van Rysel Roubaix             | z.t.     |
| 16     | Vincent Van Hemelen | Flanders-Baloise              | z.t.     |
| 17     | Brady Gilmore       | Israel-Premier Tech           | z.t.     |
| 18     | Kenneth Van Rooy    | Wagner Bazin WB               | z.t.     |
| 19     | Zak Coleman         | Voster ATS                    | z.t.     |
| 20     | Lennert Teugels     | Tarteletto-Isorex             | z.t.     |

2017 · 2018 · 2019 · 2020 · 2021 · 2022 · 2023 · 2024 · 2025